# تپه بارانی عجم
تپه بارانی عجم مربوط به دوران پیش از تاریخ ایران باستان است و در شهرستان نقده، بخش محمدیار، روستای بارانی عجم واقع شده و این اثر در تاریخ ۵ آذر ۱۳۸۰ با شمارهٔ ثبت ۴۳۹۶ به‌عنوان یکی از آثار ملی ایران به ثبت رسیده است.